# Csécsy György
Csécsy György (Nyíregyháza, 1952. augusztus 11. – 2022. május 21.) magyar jogász, egyetemi tanár, Miskolci Egyetem oktatója, egyetemi tanára, majd a Debreceni Egyetem Állam- és Jogtudományi Kar tanszékvezetője.

## Kutatási területe
Polgári joggal, ezen belül a szellemi alkotások jogával foglalkozott. Számos tanulmánya jelent meg a védjegyjog köréből. 

## Életpályája
1966 és 1970 között a hajdúböszörményi Bocskai István Gimnáziumba járt, ahol érettségi vizsgát tett. 1972 és 1977 között a budapesti Eötvös Loránd Tudományegyetem Állam- és Jogtudományi Karának hallgatója volt. 1977-ben szerzett jogi diplomát, majd 1979-ben tett jogi szakvizsgát. 1980 és 1982 között a  Nyíregyházi Főiskola szociológia továbbképző szakát végezte el.
1982 és 2010 között a Miskolci Egyetem Állam- és Jogtudományi Kar Polgári Jogi Tanszékének oktatója volt. 2004-től egyetemi tanári kinevezést kapott. 2010-ben távozott Miskolcról és  a Debreceni Egyetem Állam- és Jogtudományi Kar tanszékvezetőjeként folytatta pályafutását. Továbbra is szoros kapcsolatban maradt a miskolci Karral és a Polgári Jogi Tanszékkel, a hagyománnyá vált Polgári Jogot Oktatók Találkozójának (POT) rendszeres résztvevője és előadója volt.
Kandidátusi értekezését 1995-ben védte meg. 2001-ben habilitált. A későbbiekbenvolt.
65. születésnapjának tiszteletére ünnepi tanulmánykötetet adtak ki 2017-ben. 

## Díjai, elismerései
- 1989 „Tiszteletbeli évfolyamtárs" (Miskolci Egyetem)
- 1990 „Miniszteri dicséret" (Művelődési Minisztérium)
- 2001 „Pro Facultate Iurisprudentiae" egyetemi kitüntetés a Miskolci Egyetem végzett 20 éves kiváló oktatói munkáért
- 2005. Ukrán oktatási miniszteri kitüntetés
- 2007, 2002, 2001 „Az év tanára" (Debreceni Egyetem)
- 2007. A Debreceni Egyetem Állam- és Jogtudományi Karáért kitüntetés
- 2007-2011 Fogyasztóvédelmi jog a magyar jogban és az Európai Unióban c. 68609 sz. OTKA-K pályázat (4 év, 2007.07.01-2011.06.30) vezető kutatója
- 2008 Ukrán oktatási miniszteri kitüntetés
- 2011 Jogász Világszövetség Kitüntetés (I. fokozat)
- 2013 Mestertanár Aranyérem kitüntetés (OTDT)
- 2017 Debrecen Város Hatvani-díja

## Művei (válogatás)
- A magyar védjegyjog kialakulása és fejlődésének főbb állomásai. Publicationes Universitatis Miskolciensis. Sectio Juridica et Politica, IX. évf. 1994. 5-24. old.
- Védjegyjog és piacgazdaság. (Novotni Alapítvány)
- Iparjogvédelem (Egyetemi jegyzet, Novotni Kiadó, 1997)
- Magyar polgári jog - A szellemi alkotások joga (Novotni Kiadó, Miskolc, 2002)